# Lindsay Rose
Lindsay Rose (ur. 8 lutego 1992 w Rennes) – maurytyjsko-francuski piłkarz, występujący na pozycji obrońcy w greckim klubie Aris oraz w reprezentacji Mauritiusa. Były młodzieżowy reprezentant Francji.

## Kariera klubowa
Rose zawodową karierę rozpoczął w 2010 roku w drugoligowym francuskim klubie Stade Lavallois. 15 stycznia 2013 podpisał kontrakt z Valenciennes FC. W latach 2014–2016 był zawodnikiem Olympique Lyon. W 2016 roku trafił do FC Lorient, a 1 lipca 2021 przeniósł się z Aris FC do Legii Warszawa, z którą związał się kontraktem ważnym do 30 czerwca 2024. W sezonie 2022/2023 zdobył z Legią Puchar Polski. 29 grudnia 2023 rozwiązał kontrakt za porozumieniem stron.
Statystyki kariery
| Sezon   | Klub              | Kraj    | Rozgrywki          | Mecze | Bramki | Puchary | Mecze | Bramki |
| ------- | ----------------- | ------- | ------------------ | ----- | ------ | ------- | ----- | ------ |
| 2009/10 | Stade Lavallois   | Francja | Ligue 2            | 1     | 0      | -       | -     | -      |
| 2010/11 | Stade Lavallois   | Francja | Ligue 2            | 22    | 1      | -       | -     | -      |
| 2011/12 | Stade Lavallois   | Francja | Ligue 2            | 29    | 2      | -       | -     | -      |
| 2012/13 | Stade Lavallois   | Francja | Ligue 2            | 17    | 0      | -       | -     | -      |
| 2012/13 | Valenciennes FC   | Francja | Ligue 1            | 15    | 1      | -       | -     | -      |
| 2013/14 | Valenciennes FC   | Francja | Ligue 1            | 9     | 0      | -       | -     | -      |
| 2014/15 | Olympique Lyon    | Francja | Ligue 1            | 15    | 0      | LM      | 2     | 0      |
| 2015/16 | Olympique Lyon    | Francja | Ligue 1            | 1     | 0      | LM      | 0     | 0      |
| 2015/16 | FC Lorient (wyp.) | Francja | Ligue 1            | 10    | 0      | -       | -     | -      |
| 2016/17 | FC Lorient        | Francja | Ligue 1            | 3     | 0      | -       | -     | -      |
| 2016/17 | SC Bastia (wyp.)  | Francja | Ligue 1            | 9     | 0      | -       | -     | -      |
| 2017/18 | FC Lorient        | Francja | Ligue 2            | 20    | 4      | -       | -     | -      |
| 2018/19 | FC Lorient        | Francja | Ligue 2            | 4     | 1      | -       | -     | -      |
| 2018/19 | Aris FC (wyp.)    | Grecja  | Superleague Ellada | 13    | 2      | -       | -     | -      |
| 2019/20 | Aris FC           | Grecja  | Superleague Ellada | 34    | 3      | LE      | 4     | 0      |
| 2020/21 | Aris FC           | Grecja  | Superleague Ellada | 34    | 2      | LE      | 1     | 0      |
| 2021/22 | Legia Warszawa    | Polska  | Ekstraklasa        | 19    | 0      | LM, LE  | 1     | 0      |
| 2022/23 | Legia Warszawa    | Polska  | Ekstraklasa        | 17    | 1      | -       | -     | -      |
| 2023/24 | Legia Warszawa    | Polska  | Ekstraklasa        | 1     | 0      | LKE     | 1     | 0      |

## Kariera reprezentacyjna
W 2008 roku występował w juniorskiej reprezentacji Mauritiusa do lat 17. W latach 2009–2014 reprezentował Francję, skąd pochodzi jego matka, grając w juniorskich i młodzieżowych kadrach tego kraju. W 2017 roku zdecydował się przyjąć powołanie do seniorskiej reprezentacji Mauritiusa na mecz z Gwineą Równikową, w którym nie mógł zagrać z powodu kontuzji. 22 marca 2018 zadebiutował w towarzyskim spotkaniu przeciwko Makau (1:0) na Estádio Campo Desportivo.

## Sukcesy

### Klubowe

#### Legia Warszawa
- Puchar Polskiː 2022/2023[3]

## Życie prywatne
Jest synem Maurytyjczyka i Francuzki.